# 孔繁錦 (醫師)
孔繁錦（1963年1月10日—），孔子第七十四代子孫、台灣精神科醫師、性罪犯。

## 早年生活
孔繁錦為儒家創始人孔子後裔，為其第七十四代孫。孔繁錦的父母為山東省牟平縣人，國共內戰後隨軍遷移到台灣，在花蓮擔任老師與基層公務員，於花蓮眷村生育孔繁錦在內的六位兄弟。孔繁錦在家中排行第六，畢業於北濱天主堂德蕾幼稚園、花師附小、花崗國中以及花蓮高中。在大學聯考時應屆考上臺北醫學院醫學系，重考兩年後，進入國立陽明醫學院醫學系以公費資格就讀，後畢業於慈濟大學神經科學研究所，畢業後長年在花蓮縣玉里鎮的衛福部玉里醫院擔任精神專科醫師，直到2019年退休，退休後在新北市三重區開設身心科診所。

## 媒體生涯
在2013年參加超級電視台製作的電視益智節目《金頭腦》，先在「最聰明醫生冠軍賽」競賽環節擊敗28位醫師獲得冠軍，之後在節目年度總冠軍上擊敗其他領域冠軍奪得第一屆年度總冠軍，並將節目獎金捐做公益，出身孔子世家的孔繁錦因此聲名大噪，被多間媒體封為「全台最聰明醫師」，隔年長子孔祥瑄亦在節目上獲得金頭腦第二屆年度總冠軍，此後在多間媒體受訪闡述學習以及教育理念。在2014年參與中國河北衛視的節目《中華好詩詞》，兩度贏得擂台主頭銜。2018年與長子參與另一台灣益智節目於「最聰明父子」環節勝出。

## 性犯罪案件
孔繁錦在2021年被控涉嫌在新北市三重區個人經營的「孔繁錦診所」強吻並以手指性侵前來就診的女病患，一審被判4年有期徒刑，2023年6月8日最高法院駁回上訴定讞。犯後態度不佳，拒絕與被害人民事和解，遭法院判賠80萬新臺幣，亦拒絕入監服刑，因此在同年8月24日遭強制拘提入獄。另外被指控在首案偵查判決期間，將孔繁錦診所更名為「同安診所」，由同為精神科醫師的兄長孔繁鐘掛名負責人，實際則由自己持續看診。後又涉及另一起性侵案，被控在2022年7月在診間以打針名義手指性侵一名17歲未成年女病患，另被判刑1年定讞，合併應執行4年10月，原於112年8月24日應入監服刑卻遲遲未報到，後新北地檢署得知後立即指揮司法警察，前往孔繁錦的診所察看，發現孔男的行蹤後立即將他拘提到案，已押往台北監獄服刑。2023年8月被新北市醫師懲戒委員會廢止醫師證書以及執業資格，孔繁錦未來將終身無法再考取執照和行醫。